# Kite (бренд)
Kite (англ. kite — воздушный змей) — европейский бренд, выпускающий рюкзаки для дошкольников, школьников и подростков, канцелярские принадлежности и аксессуары для учебы и отдыха. Основан в 2007 году. Ассортимент представлен более, чем 190 моделями рюкзаков. Производятся детские дошкольные рюкзаки, ортопедические школьные ранцы, городские и спортивные рюкзаки для молодёжи.
Компания имеет представительства в разных странах. Офис в Германии занимается сертификацией продукции и контролем качества. Украинское представительство отвечает за разработку продукции, дизайн, адаптацию продукции к различным рынкам, маркетинг и развитие бренда. Представительство и склад в Польше открыты для удобной доставки товаров в страны ЕС и адаптации к польскому рынку. Производственные мощности расположены в Юго-Восточной Азии.

## История
В 2007 году выходит первая капсульная коллекция текстиля Kite: подростковые рюкзаки и пеналы в одном дизайне.
В 2008 году выходит линейка первой коллекции рюкзаков Wonderkite для младшей школы и бизнес-рюкзаков Kite&More. Появляются первые наборы с канцелярией и первые наборы для творчества.
В 2010 году разрабатываются и выпускаются капсульные лицензионные коллекции рюкзаков, пеналов и канцелярии по лицензии с The Walt Disney Company.
В 2011 году принято решение о закрытии линейки Wonderkitе. Вся коллекция текстиля выпускается под брендом Kite. Расширение линейки товаров до 328 позиций.
В 2016 году выпускается первая коллекция PU-рюкзаков.
В 2017 году в компании происходит ребрендинг.
В 2018 году в презентации новой коллекции в качестве трендсеттера была приглашена Певица Мишель Андраде. С ее участием была проведена промо-кампания #KiteBeOriginal.
В 2019 году для продвижения новой коллекции канцелярии и текстиля была приглашена группа «Время и Стекло». В коллаборации с ними выпущена линейка товаров Vislovo. Одновременно выпускается коллекция в коллаборации с сериалом «Школа» и реалити-проектом «Школа Backstage», где Kite предоставлял рюкзаки для съемок. Также старт сотрудничества с реалити-проектом музыкальной группы DSIDE BAND «Это то от чего».
В 2019 году в немецком Институте здоровья и эргономики ряд моделей школьных рюкзаков Kite получили знак отличия «Эргономичный продукт»  после проведения технических испытаний на соответствие европейским стандартам DIN 33419 / EN ISO 15537.
В 2020 году Kite презентация новой линейки Wonder Kite. Новые модели появились в коллекции рюкзаков 2021 года. В линейке рюкзаков Wonder Kite внедрены инновационные решения: система AGS с технологией плавающей спинки реагирует на вес и положение тела, существенно снижая нагрузку. Магнитный замок FIDLOCK открывается одним движением, автоматически «захлопывается». 
В 2021 году Kite презентовал новую коллекцию 2022 года. В новой линейке появилось сразу 5 новых лицензий: Mortal Kombat, Rick & Morty, Мавка, Tokidoki, Likee. Повявились новые аксессуары: сумка кросс-боди, миниатюрная сумка-кошелек и мини-рюкзак. В списке новинок появились модульные рюкзаки - модели с оригинальными подвесками-кошельками и съемными кармашками, которые можно носить по отдельности как мини-сумочки. Из дизайнерских разработок появились прозрачные карманы с наполнением в виде мягких помпонов и плюшевых медвежат. Новая коллекция поступит в продажу начале лета 2022 года, приобрести продукцию Kite можно у официальных представителей, например в интернет-магазине Nosorog. 
В этом же году в коллекции KIte появились рюкзаки с амортизирующей спинкой AGS (Anti Gravity System). Бренд Kite первым приносит эту инновацию на рынок Украины. Рюкзак со спинкой AGS пружинит во время ходьбы, а вес его содержимого ощущается на 25% легче. Это существенно снижает нагрузку на спину и в перспективе уменьшает чувство усталости.
Бренд получает награду в конкурсе «Выбор года-2021» в номинации «Рюкзаки и ранцы года».
Выходит новая авторская линейка канцелярии Kite Dogs. При покупке продукции этой серии осуществляется помощь беспризорным животным совместно с международным благотворительным фондом FOUR PAWS.
В 2022 году Kite выпускает новую тематическую линейку канцелярии в патриотических дизайнах для поддержки Украины. В этом же году Kite совместно с фондом «Твоя Опора» проводит благотворительную акцию, направленную на помощь пострадавшим от войны украинским детям.
В этом же году Kite получает Украинскую народную премию, одержав победу в номинации «Лучший рюкзак года», по итогам голосования потребителей.